# Eufriesea schmidtiana
Eufriesea schmidtiana är en biart som först beskrevs av Heinrich Friese 1925.  Eufriesea schmidtiana ingår i släktet Eufriesea, tribus orkidébin, och familjen långtungebin. Inga underarter finns listade.